# Homocord (skivbolag)
Homocord var ett tyskt skivmärke, som var i bruk mellan 1904 och 1932. Bolaget bakom skivmärket hette Homophon Company GmbH.
Skivbolaget grundades av bland andra Hermann Eisner. Från början gavs skivorna ut under namnet Homophon men efter protester från The Gramophone Co, som ansåg det vara för likt sitt märke Zonophone, ändrades namnet först till Homphon, sedan Homokord och från 1923 Homocord. I mars 1926 började företaget att elektriskt göra inspelningar och kom samma år att ingå i Carl Lindström AG. Under 1920-talet låg kontoret på Alexandrinenstraße i Berlin. 1932 lades skivmärket ner.
Homocord representerades från 1924 av Gottfr. Johanssons Musikhandel i Stockholm och 1929 blev elektronikbolaget Pohjoismainen Sähkö representant för Homocord i Finland. Homocord var även tillverkare av grammofoner och dessa påstods i reklamen vara av betydligt bättre ljudkvalitet än dåtida konkurrenters.